# Четь-Конторка
Четь-Конто́рка (рос. Четь-Конторка) — селище у складі Тегульдетського району Томської області, Росія. Входить до складу Тегульдетського сільського поселення.

## Населення
Населення — 183 особи (2010; 238 у 2002).
Національний склад (станом на 2002 рік):
- росіяни — 97 %